# Croÿ-Dülmen
Croÿ-Dülmen is de moderne afstamming van het aloude huis de Croÿ. Het huis ontstond begin van de negentiende eeuw en bestaat uit Westfaals-Duitse, Belgisch-Franse en Boheems-Oostenrijkse familietakken. 

## Oorsprong
Tegen het einde van de achttiende eeuw, hield het Picardisch adellijk geslacht de Croÿ al vijf eeuwen stand. De staat van dienst onder de hertogen van Bourgondië (voornamelijk Filips de Goede en Karel de Stoute) en onder de Franse koningen (vooral Lodewijk XI) was aanzienlijk en maakte van dit geslacht een van de voornaamste in de Bourgondische staten en in het Franse koninkrijk.
Zoals bij veel families van hoge adel werd een volgehouden huwelijkspolitiek gevoerd, waarbij heel veel huwelijken plaats vonden onder nauwe verwanten, ondanks de kerkelijke regels die huwelijken in nabije graden verboden. De redenen waren het samenhouden van het patrimonium en het behouden van dezelfde maatschappelijke standing. Een onvermijdelijk gevolg was de aantasting van de fertiliteit en de gestage vermindering van de geboorten. 
Tegen het einde van de achttiende eeuw was het aantal naamdragers tot een strikt minimum gedaald en de laatste takken stierven uit, met uitzondering van de tak waar Auguste de Croÿ de laatste telg van was en die hij, dankzij zijn drie zoons, in verschillende takken tot een duurzaam nieuw leven bracht. 
August was een zoon van de Franse generaal Anne Emmanuel Ferdinand François de Croÿ (1743-1803), 8e hertog van Croÿ, prins van Solre en van het Heilige Roomse Rijk (rijksvorst). In 1792 week de vader met het gezin uit naar Duitsland, vanwege de Franse Revolutie. Hij vestigde zich in Dülmen, een stad in Westfalen die tot de familie behoorde van prinses Auguste Friederike zu Salm-Kyrburg, met wie hij in 1764 getrouwd was. Stad en omgeving werden, bij de Napoleontische herverdelingen, in 1803 omgevormd tot het zelfstandige prinsdom Dülmen. Dit duurde slechts tot in 1806 maar belette niet dat August van Croÿ, de voornaamste plaatselijke gezagdrager bleef, onder de hoede van het koninkrijk Pruisen.

## Auguste de Cröy
Auguste de Croÿ (Parijs, 1765 - Condé sur l'Escaut, 1822), 9de hertog van Croÿ, stichtte in Dülmen de Westfaalse tak. Hij trouwde:
- In 1789 met Anne-Victurnienne de Rochechouart (1773-1806), dochter van de hertog van Mortemart, met wie hij vier kinderen kreeg.
- In november 1821 met Marie-Anne Dillon (1796-1827), met wie hij een zoon kreeg.

Dit lemma behandelt het geslacht Croÿ-Dülmen waar hij de stamvader van is. De andere takken sproten voort uit zijn jongere zonen
- Ferdinand de Croÿ (1791-1865) voor de Belgisch-Franse takken (zie: De Croÿ-Solre en De Croÿ-Roeulx en de Croÿ-Rumillies),
- Filips de Croÿ (1801-1871) voor de Boheems-Oostenrijkse tak.

## Alfred de Croÿ-Dülmen
Alfred de Croÿ (Aken, 1789 - Dülmen, 1861) werd de 10de hertog van Croÿ-Dülmen. Hij trouwde in 1819 met prinses Eleonore zu Salm-Salm (1794-1871). Naast vijf dochters, en naast zijn oudste zoon en opvolger Rodolphe de Croÿ, had hij nog:
- Alexis de Croÿ (1825-1898), die aan de oorsprong lag van nog een Boheems-Oostenrijkse tak;
- Georges de Croÿ (1828-1879), die aan de oorsprong lag van nog een Franse tak.

## Rodolphe de Croÿ-Dülmen
Rodolphe de Croÿ-Dülmen (Dülmen, 1823 - Cannes, 1902), 11de hertog van Croÿ-Dülmen, trouwde in 1853 met prinses Natalie de Ligne (1835-1863), met wie hij vijf kinderen had. Hij hertrouwde in 1884 met prinses Marie zu Salm-Salm (1842-1891). 

## Karl-Alfred de Croÿ-Dülmen
Karl-Alfred de Croÿ-Dülmen (Brussel, 1859 - Karapancsa, Hongarije, 1906), 12de hertog van Croÿ-Dülmen, trouwde met de in het Arenbergkasteel van Heverlee geboren hertogin Maria-Ludmilla d'Arenberg (1870-1953), met wie hij vier kinderen had. Over de eeuwen heen vonden verschillende huwelijken plaats tussen Croÿs en Arenbergs. De dochter uit dit huwelijk gesproten trouwde met een prins van Beieren, de twee jongere zoons trouwden met een prinses van Schwarzenberg en een prinses von Croÿ. Alleen de oudste zoon zocht zijn opeenvolgende echtgenoten onder niet-adellijke meisjes.

## Karl-Rodolphe de Croÿ-Dülmen
Karl-Rodolphe de Croÿ-Dülmen (Brussel, 1889 - Fezdafing, 1974), 13de hertog van Croÿ-Dülmen, was getrouwd van 1913 tot 1922 met Nancy Leishman (1894-1983), van 1924 tot 1933 met Helen Lewis (1898-1976), van 1933 tot 1945 met Marie-Louise Wiesner (1904-1945) en in 1949 met Hildegard von Guerard (1915-1991). Nancy Leisham, een rijke ambassadeursdochter, werd niet als hertogin erkend aan het Duitse keizerlijk hof en evenmin in de eigen familie de Croÿ. De volgende echtgenoten al evenmin.

## Karl de Croÿ-Dülmen
Karl de Croÿ-Dülmen (Düsseldorf, 1914-2011), 14de hertog van Croÿ-Dülmen trouwde in 1953 met prinses Gabriele van Beieren (1927-2019), dochter van de Beierse kroonprins. Ze hadden drie kinderen. Zoals andere leden van de anti-nazigezinde Beierse koninklijke familie kwam Gabriele terecht in concentratiekampen, eerst in Flossenburg, vervolgens in Dachau, waaruit ze in april 1945 bevrijd werd.

## Rudolph de Croÿ-Dülmen
Rudolph von Croÿ-Dülmen (° Dülmen, 1955), 15de hertog van Croÿ-Dülmen, trouwde in 1987 met gravin Alexandra Miloradovich (1960-2015). Ze kregen zes kinderen:
- Carl-Philipp von Croÿ (° Münster, 1989), erfprins, voorzitter van Young Friends of the Countryside, CEO van Familiengesellschaft von Croÿ GMBH.
- Xenia von Croÿ (° Münster, 1990), manager van de ImPact association. In juni 2020 verloving met Guy delle Piane (°1986), investment banker. Einde augustus 2020 werd hun zoon Laszlo geboren.
- Marc-Emmanuel von Croÿ (° Münster, 1992), bankier, x december 2020 burgerlijk huwelijk (kerkelijk mei 2021) met Délia de Cossé Brissac (1998), dochter van markies Charles de Cossé Brissac.
- Heinrich von Croÿ (° Münster, 1993), landbouwconsulent, vicevoorzitter van Young Friends of the Countryside, x 2020 verloving met Joanna de Sotto-Mayor, kunstenares, marketing manager Young Friends of the countryside.
- Alexander von Croÿ (° Münster, 1995), studeerde geschiedenis en management aan de Universiteit Saint Andrews, Schotland.
- Anastasia von Croÿ (° Münster, 1998), studente Saint Andrews Universiteit, Schotland.

## Paardenfokkerij
Rond 1850 nam hertog Rudolf de Croÿ het initiatief om een twintigtal halfwilde pony's samen te brengen, in een periode toen deze diersoort met verdwijning bedreigd werd. Voortaan bekend onder de naam van Dülmener is dit ras dankzij zijn initiatief bewaard en uitgegroeid tot een grote kudde die leeft op een gebied van ongeveer 350 hectare, genaamd de Melfelder Bruch. 
De volgende generaties, tot op heden, hebben het kweken van dit ras verder ondersteund.

### Familie von Croÿ
- Hermann Krüger (Hrsg.): Chronik des preußischen Herrenhauses. Ein Gedenkbuch zur Erinnerung an das dreißigjährige Bestehen des Herrenhauses. Berlin, 1885, Seite 161f.
- Justus Perthes (Hrsg.): Gothaischer Hofkalender Jahrgang 1901, S. 114.
- Duchess of Croÿ snubbed officially, in: The New York Times, 11 december 1913.
- Georges MARTIN, Histoire et Généalogie Maison de Croÿ, HGMC, 2002.
- Pauline SOMMELET, Délia de Brissac et Marc-Emmanuel de Croÿ, les fiancés de l'hiver, in: Point de Vue, 20 januari 2021.

### Paarden
- Ursula BRUNS, Die Wildpferde von Dülmen. 1 Jahr lang Beobachtungen in der Wildbahn, Bielefeld, 1990, ISBN 3-87384-157-6.
- Cordula MARX, Agnes STERNSCHULTE (Ed.), „… so frei, so stark …“ Westfalens wilde Pferde, Schriften des Westfälischen Freilichtmuseums Detmold – Landesmuseum für Volkskunde, Essen 2002, ISBN 3-89861-082-9.
- Erik POYYHOFF & Dietmar RABICH, Dülmen, gestern und heute, Dülmen, Laumann-Verlag, 2013,  | ISBN=978-3-89960-397-2.